# Menschlicher Fehler

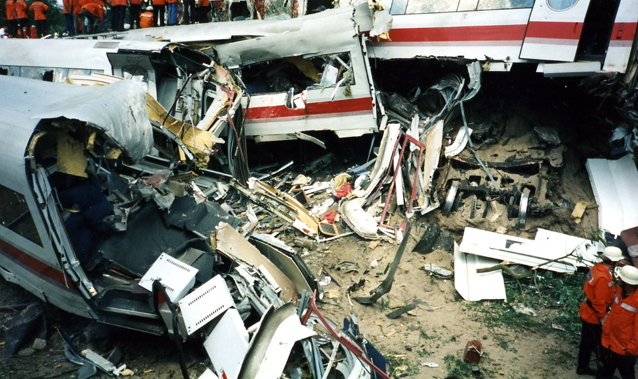
Der Eisenbahnunfall von Eschede (1998) gründete auf Wartungsversäumnissen

Als menschlichen Fehler bezeichnet man Fehler, die ein Mensch durch sein Handeln (Fehlbedienung) bzw. Nichthandeln oder durch seinen körperlich-geistigen Zustand zu verantworten hat. Fehlverhalten kann sowohl wissentlich als auch unwissentlich begangen werden.
Das Gegenstück zu menschlichen Fehlern ist der technische Defekt.

## Vorkommen
Menschliche Fehler können in allen Lebensbereichen, Situationen und in jedem Personenkreis passieren.
Besonders folgenreich für Andere sind Fehler bei Maschinenführern, Anlagenbedienern oder ähnliches (z. B. Kraftwerke, Fahrzeuge, Computersysteme und medizinisches Personal); hier hat der sogenannte Human Factor eine große Bedeutung.

## Ursachen
Menschliche Fehler haben oft folgende Ursachen:

### Psychisch
- Angst
- mangelnde Konzentration (Konzentrationsstörung)
- mangelndes Reaktionsvermögen
- unzureichendes Situationsbewusstsein
- unsorgfältig getroffene Entscheidung, z. B. Nichteinbeziehung schwerer Nebenwirkungen beim Verabreichen eines Medikaments; vgl. Entscheidungsfindung
- Annahme falscher Ausgangslagen (z. B. Missverständnisse, falsches Verstehen von Meldungen oder Anweisungen, widersprüchliche Anweisungen, Befehlsketten, Kommunikationsprobleme – hier z. B. Unterbrechung des Informationsweges oder falsche Wahrnehmung; vgl. Wahrnehmungsfehler, Wahrnehmungsstörungen und Wahrnehmungstäuschungen)
- Leichtsinn (Verkennen/Ignorieren von Warnsignalen – „Das kann eigentlich nicht sein“ bzw. „Das wird schon irgendwie gutgehen!“)
- Lustlosigkeit oder gar Lethargie aufgrund Aufgabe (in Extremsituationen)
- Missachtung gängiger Praxis (z. B. Regeln, Stand der Technik, übliche Vorgehensweisen)
- Überforderung respektive Stress, z. B. durch personelle Unterbesetzung
  - aufgrund der Massierung an unerledigten Aufgaben (z. B. Ausfall von unterstützenden Systemen – Mensch-Maschine-Schnittstelle) – oder
  - aufgrund der zeitkritischen Anzahl der Ereignisse; vgl. Zeitablauf
- Fehlende Kenntnisse und Fähigkeiten
- Zu starker Glaube an die sichere Beherrschung von Routinen und an die eigenen Kompetenzvorsprünge; vgl. Kompetenzfalle

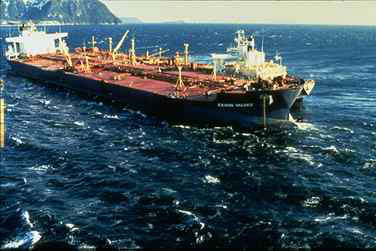
Der Tanker Exxon Valdez (Schiffskatastrophe mit Ölpest 1989)

### Körperlich
- Übermüdung (systemimmanente Selbstabschaltung bei der Sicherheitsfahrschaltung)
- Erschöpfung
- Schock
- Verletzungen
- Krankheit einschl. Schmerzen
- Einfluss berauschender oder beeinträchtigender Substanzen (Alkoholisierung, Drogenrausch oder Arzneien)

### Falsche Organisation von Lernprozessen
Nach Levinthal und March stehen Organisationen vor dem Dilemma, neue hochwertige Wissensquellen erschließen zu müssen, ohne das bestehende Wissen der Mitarbeiter zu vernachlässigen. Dieses Problem lösen Organisationen durch (Über-)Spezialisierung oder (Über-)Simplifizierung der Lernprozesse. Insgesamt ergibt sich dadurch ein Bias zugunsten der Ausbeutung bestehender Wissensressourcen und vorhandener Erfahrungen, der sich als dreifache organisatorische Kurzsichtigkeit (Myopia) beschreiben lässt, und zwar im Hinblick auf Vorgänge in entfernten Räumen, weit entfernten Zeiten (sowohl Vergangenheit als auch Zukunft) und bereits gemachte Fehler. D.h. Organisationen erkennen selten das Lernpotenzial, das in Fehlern steckt. Das gilt z. T. auch für die ingenieurpsychologische Fehlerforschung.

### Fehlerketten

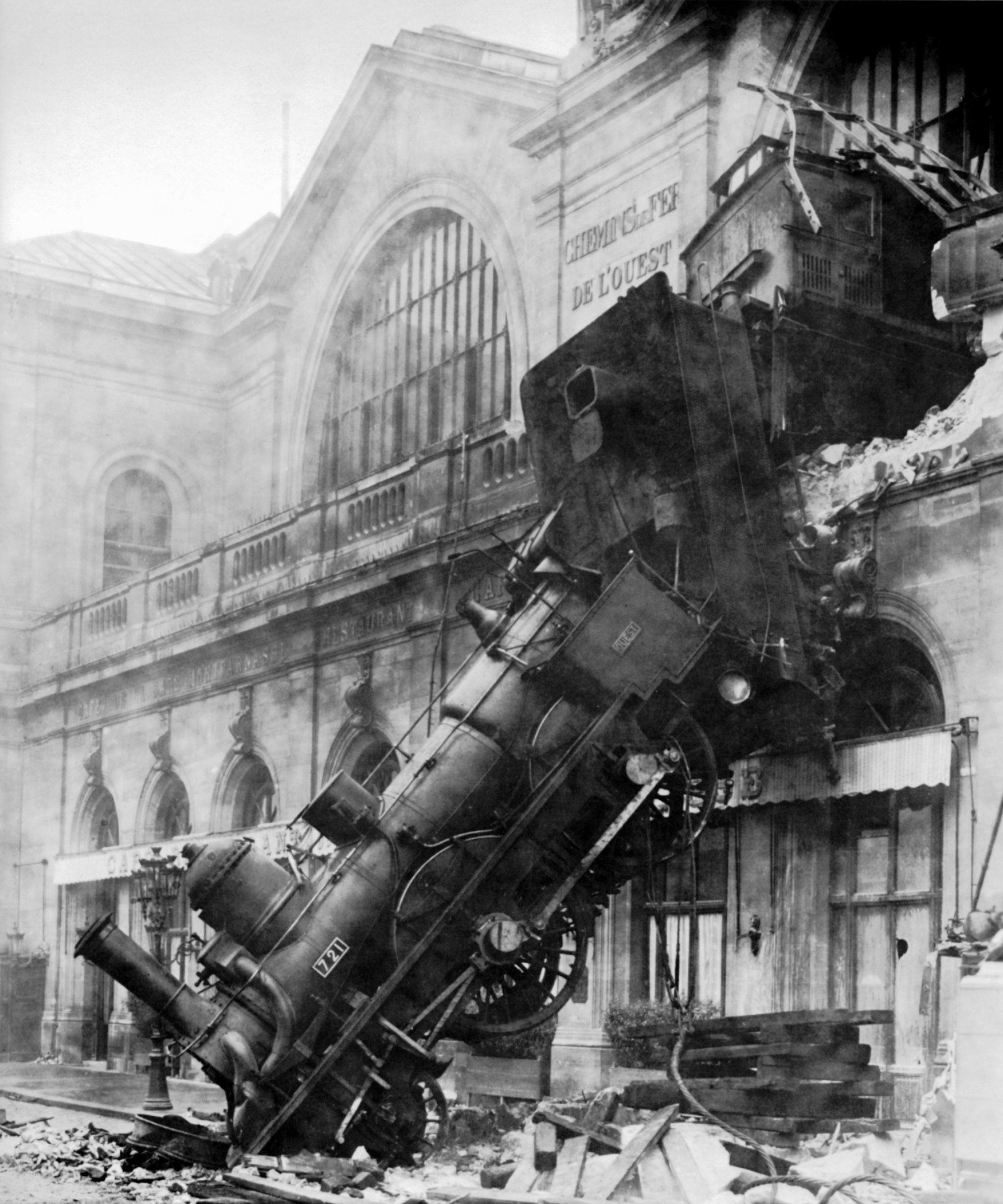
Eisenbahnunfall am Bahnhof Montparnasse (1895) aufgrund einer Fehlbedienung

Manche Fehlentscheidungen können sich durch Fehlerketten verselbstständigen, d. h. Fehler – auch von technischer Seite – bedingen einander (Domino-Effekt), wie z. B. bei der Katastrophe von Tschernobyl.

## Auswirkungen
Viele Unglücksfälle sind auf menschliches Fehlverhalten zurückzuführen, zum Beispiel bedeutende Katastrophen der Seefahrt wie der Untergang der Titanic und der Unfall der Exxon Valdez vor Alaska. Menschliche Fehler haben fast immer Auswirkungen, sowohl im Innen- als auch im Außenverhältnis.

### Innenverhältnis
Die Auswirkungen im Innenverhältnis umfassen unter anderem negative Emotionen, Vorwürfe, „schlechtes Gewissen“, Traumata, Verzweiflung und im Extremfall Suizid.

### Außenverhältnis
Die Auswirkungen im Außenverhältnis können unter anderem sein: Ein Unfall oder eine Katastrophe, Schadenseintritte, Umweltverschmutzung, Schuld, Strafe, Kündigung, Trennung von Partnern, Öffentlichkeit und im Extremfall Menschenleben.

### Auswertung
Viele verhängnisvolle menschliche Fehler werden ausgewertet, damit sie sich durch Vorkehrungen in der Zukunft nicht wieder ereignen. Dies kann durch Fortbildung des Adressatenkreises, Modifikationen von Vorgaben bzw. technischer Abläufe oder Konstruktionen, durch Neufassung von Vorgaben sowie durch Innovationen in der Technik erreicht werden.

### Rechtsfolgen
Zur Vermeidung von menschlichen Fehlern existieren sehr häufig Kontrollinstanzen und Arbeitsanweisungen, z. B. Vorschriften des Staates, der Verbände, der Berufsgenossenschaften oder der Unternehmen.
Verantwortliche können je nach Schwere der Schuld und Vorwerfbarkeit einer Vielzahl von Rechtsfolgen ausgesetzt werden, z. B. zivilrechtlich und nach Sanktionsnormen. In schwerwiegenden Fällen kann durch ein Strafgericht auch ein Berufsverbot als Nebenstrafe zum Tragen kommen.
Zivilrechtlich kommt allgemein das Vertretenmüssen in Betracht. Als Folgen sind finanzielle Forderungen (Regress/Schadenersatz), Abmahnung, Kündigung von Verträgen oder auch Versetzungen denkbar. Dienstrechtlich kommen die Bestimmungen über das Verhalten (z. B. „volle Hingabe“, „Gesetzestreue“) sowie als Auswirkung beispielsweise disziplinarrechtliche Folgen in Betracht.
Im Strafrecht kommt hier die Fahrlässigkeit, gegebenenfalls mit der Sonderform Leichtfertigkeit, zum Tragen. Es kommen insbesondere folgende Sanktionsnormen zur Anwendung: Fahrlässige Körperverletzung, Verkehrsstraftaten (meist Gefährdung des Straßenverkehrs) und fahrlässige Tötung.

## Abgrenzung
Der Begriff menschliches Versagen ist ein häufig verwendetes Synonym für menschliche Fehler. Er beinhaltet jedoch eine Vorverurteilung des Menschen als Ursache ohne Berücksichtigung unzureichender Technik. In vielen Fällen hat der Mensch nicht versagt, sondern war aufgrund seiner Fähigkeiten nicht in der Lage, ein von ihm oder von der Technik ausgehendes Problem rechtzeitig zu lösen.
Es gibt außerdem Auswirkungen, die sowohl auf menschliche Fehler als auch auf technische Defekte zurückzuführen sind. Da technische Defekte oft ihrerseits direkt oder indirekt wieder auf menschliche Fehler zurückführen (Mangelnde Wartung, mangelhafte Qualitätskontrolle, Konstruktionsfehler, ausbleibende Vor- und Nachsorge), sind genaugenommen die meisten Unfälle auf menschliche Fehler zurückzuführen. Jedoch kann es bei Technik auch durch zufällige Fehler zu einem Versagen kommen. Die Wahrscheinlichkeit dafür lässt sich zwar reduzieren, jedoch nicht auf 0. Siehe zum Beispiel Soft Error, Bitfehlerrate und Fehlerkorrekturverfahren.
Ein eigenes Forschungsgebiet ist das Fehlermanagement. Es beschreibt, wie ein Mensch in einem Mensch-Maschine-System mit Fehlern, unabhängig von deren Ursache, umgeht. Die Fähigkeit zum Fehlermanagement ist ein wesentlicher Grund, Menschen mit hoher Verantwortlichkeit im technischen System zu belassen. Gutes Fehlermanagement kann darüber entscheiden, ob ein menschlicher Fehler oder technischer Defekt zur Katastrophe führt oder nicht.